# The Joke That Failed (film 1917)
The Joke That Failed è un cortometraggio muto del 1917 diretto da Frank Wilson,

## Trama
Innamorato di una ragazza, un giovanotto si atteggia a ladro per imbrogliarne il padre presuntuoso.

## Produzione
Il film fu prodotto dalla Hepworth.

## Distribuzione
Distribuito dalla Butcher's Film Service, il film - un cortometraggio in una bobina - uscì nelle sale cinematografiche britanniche nel maggio 1917.
Fu distrutto nel 1924 dallo stesso produttore, Cecil M. Hepworth. Fallito, in gravissime difficoltà finanziarie, Hepworth pensò in questo modo di poter almeno recuperare il nitrato d'argento della pellicola.